# Pléiade (XVIe siècle)
Pour les articles homonymes, voir Pléiade.

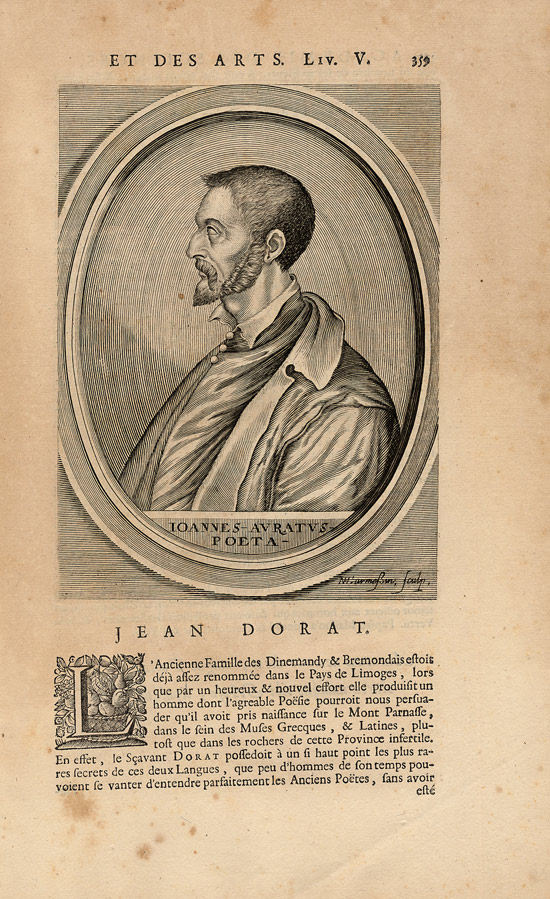
Jean Dorat, le « père spirituel » de la Pléiade.

La Pléiade est un groupe de poètes français du XVIe siècle, composé notamment de Pierre de Ronsard, Joachim du Bellay, Jean-Antoine de Baïf, Étienne Jodelle, Rémy Belleau, Jean Dorat, Jacques Peletier du Mans et Pontus de Tyard. À travers leurs œuvres littéraires et leurs textes théoriques, leur ambition était de renouveler et perfectionner la langue française et de participer à son émancipation du latin. Le but politique, dans le contexte de la Renaissance, était de participer à l'unification de la France par le biais de la langue française, sur le modèle mais aussi en rivalité avec l'italien, qui avait entamé un processus similaire un peu plus tôt.

## Histoire

### Contexte
Au XVIe siècle, la langue littéraire par excellence en Europe est encore le latin. Celui-ci s'apprend dans les écoles, et n'est donc accessible qu'à une petite élite, tandis que le peuple parle différentes langues et dialectes locaux (provençal, lorrain, gascon, poitevin, etc.), parfois à la grammaire peu structurée et à la littérature limitée. En dehors de quelques chansons et romans populaires (à la diffusion limitée par cet éclatement linguistique, même s'il existe déjà des succès nationaux comme François Rabelais), l'essentiel de la poésie, de la littérature, de la science et du savoir en général se fait encore en latin. C'est contre ce système bilingue que vont s'élever les poètes du XVIe siècle, dans le but de faire du français une langue aussi noble et littéraire que le latin, à l'imitation de l'italien qui avait déjà commencé ce processus quelques générations plus tôt avec Dante, Pétrarque et Boccace, qui seront tous trois des sources d'inspiration majeures pour ce mouvement.

### Membres
Ce mouvement littéraire émane d'un groupe de poètes d’abord connu sous l'appellation de « Brigade »,. Le souci majeur de la Brigade, élevée sous l'égide de l'helléniste et érudit Jean Dorat, sous la protection de la princesse Marguerite de France, sœur du roi Henri II, était de faire reculer le « Monstre Ignorance » par la diffusion de la culture antique, dans l'esprit humaniste de la Renaissance à laquelle elle participe, le tout en français.
Le nom de « Pléiade » est emprunté par Ronsard en 1553 à un groupe de sept poètes d’Alexandrie qui avaient choisi, au IIIe siècle avant notre ère, le nom de cet amas astronomique pour se distinguer ; cette appellation sera adoptée par la postérité. Outre le « meneur » Pierre de Ronsard, la Pléiade regroupe alors selon lui les poètes Joachim du Bellay, Jacques Peletier du Mans, Rémy Belleau, Antoine de Baïf, Pontus de Tyard et Étienne Jodelle. À la mort de Jacques Peletier du Mans, Jean Dorat le remplacera au sein de la Pléiade, et d'autres poètes comme Guillaume Des Autels, Jean Bastier de La Péruse et Nicolas Denisot[réf. nécessaire] y seront aussi parfois comptés.
Ils se réunissaient notamment au cabaret de la Pomme de Pin situé rue de la Juiverie à Paris, en face de l'église de la Madeleine-en-la-Cité,.

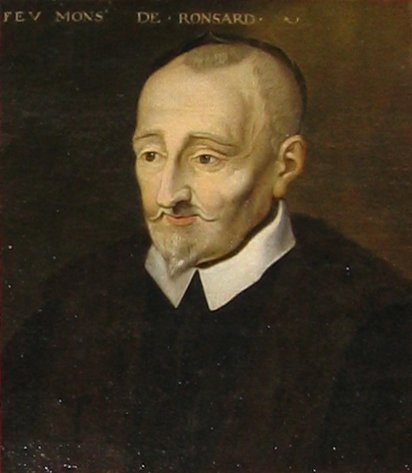
Pierre de Ronsard.
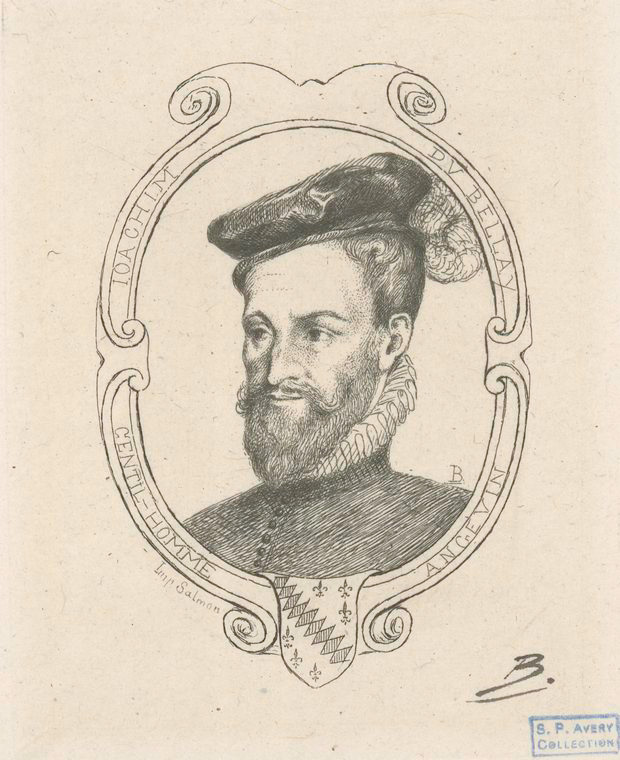
Joachim du Bellay.
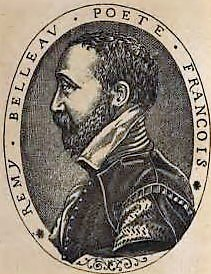
Rémy Belleau.
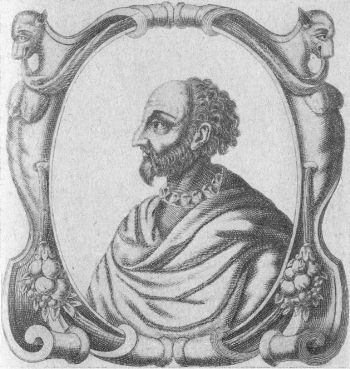
Jean-Antoine de Baïf.
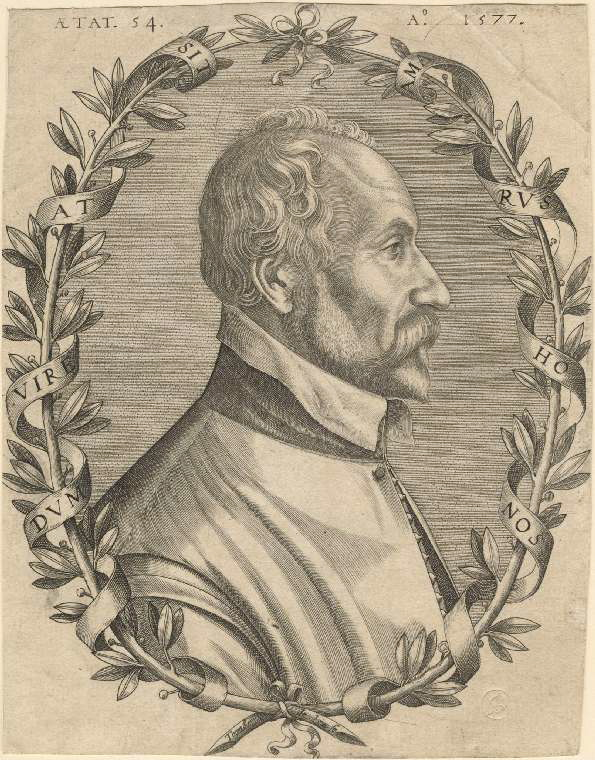
Pontus de Tyard.
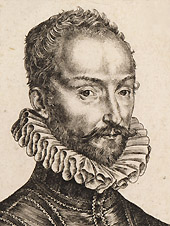
Étienne Jodelle.

### Démarche
On considère souvent La Défense et illustration de la langue française, publiée en avril 1549 par Joachim du Bellay, comme le manifeste des idées de la Pléiade. Ce texte vise à mener une réflexion sur les moyens d’enrichir la langue et la littérature françaises par des emprunts (au latin, à l'italien ou à d'autres langues), la fabrication de néologismes, le rappel de mots disparus, et plus globalement le progrès de la culture française sur le modèle de la Renaissance italienne par la redécouverte de la culture antique, de ses arts et de son savoir.
Les membres de la Pléiade entrent ainsi dans une logique de rupture avec leurs prédécesseurs, décidés qu'ils sont à rompre avec la poésie médiévale, et cherchent notamment à exercer leur art en français (« la poésie doit parler la langue du poète »). Ils constatent cependant que la langue française est souvent pauvre comparée au latin ou à l'italien renaissant, imprécise et peu adaptée à l’expression poétique. Ils décident donc de l’« enrichir » par la création de néologismes issus du latin, du grec et des langues régionales. Ils défendent en même temps l’imitation des genres et des auteurs gréco-latins dans le but de s’en inspirer pour mieux les dépasser, et vont pour ce faire jusqu'à singer leurs rituels, notamment à l'occasion de la cérémonie qu'ils appelèrent la Pompe du bouc en 1553. Ils imposent l’alexandrin, l’ode et le sonnet comme des formes poétiques majeures et abordent les quatre principaux thèmes de la poésie élégiaque : l’amour d'une femme, la mort, la fuite du temps et la nature qui les entoure, et parfois ensemble (« Quand vous serez bien vieille, au soir, à la chandelle… »). Ils s'essaient également au théâtre à travers la comédie et la tragédie humaniste.
La Pléiade participe ainsi au développement ainsi qu'à la standardisation du français et joue un rôle majeur dans l’œuvre d'« illustration de la langue française », dans la renaissance littéraire, constituant la France comme un grand pays d'arts et de culture à partir du XVIe siècle, tout en posant les fondements de ce que deviendra le français moderne.

## Pertinence du terme
Selon Raymond Lebègue, le terme canonique de « Pléiade », utilisé presque exclusivement (et assez rarement) par Ronsard, ne peut pas être employé pour désigner un groupe d’auteurs vu qu’aucun ne s’en est jamais réclamé, et que Ronsard a fait varier sa composition de ce « groupe », aux appellations variables, tout au long de sa vie.
Cependant, ce terme demeure usité par la plupart des critiques depuis le XIXe siècle faute de formule plus satisfaisante, tout en conservant à l'esprit sa réalité problématique. Les poètes rangés sous l'appellation de Pléiade ont surtout en commun d’avoir tous été au moins à un moment proches de ce qui est considéré comme le « noyau dur » de la « brigade » des poètes des années 1550-1570, Pierre de Ronsard et Joachim du Bellay. Dans ses nombreux catalogues d’élite poétique successifs (qui contiennent souvent sept poètes, parfois plus ou moins), Ronsard cite par exemple Baïf et Étienne Jodelle dans son Elégie à La Péruse de 1553 et il y ajoute Rémy Belleau à la fin de son Hymne à Henri II de 1555 (participation confirmée en 1556 à l’occasion de la première utilisation par Ronsard du terme Pléiade : « Belleau, qui vint en la brigade / Des bons pour accomplir la septième Pléiade »). L’argument ronsardien étant évidemment trop faible pour fonder la légitimité de ce groupe, on peut prendre comme critère déterminant l’interaction de poètes au sein d'un groupe, dans le cadre d'une démarche commune de renouvellement poétique et linguistique.
La « génération de la Pléiade » (ou plutôt de la « brigade », terme plus large mais plus précis), c’est aussi une génération scolaire, celle des élèves du groupe des grands enseignants humanistes (par ailleurs traducteurs du grec et du latin, d'expression généralement latine) composé de Marc Antoine Muret, George Buchanan, Jean Dorat et dans une moindre mesure Charles Estienne, aux collèges parisiens de Boncourt (où Grévin, Jodelle et La Taille et La Péruse reçurent les cours de Muret et Buchanan) et de Coqueret (où Ronsard, Du Bellay, Baïf et Belleau reçurent les cours de Muret et Dorat). Ces deux collèges étaient animés par une même démarche éducative, érudite et créative, et leurs élèves et professeurs se réunirent à plusieurs occasions, notamment pour la représentation de L'Eugène et de la Cléopâtre captive de Jodelle en 1552 et 1553 à Boncourt en présence du roi et de la cour, deux pièces dans lesquelles la plupart de ces jeunes poètes tinrent des rôles (Belleau, Jodelle, Grévin, La Péruse, etc.), ce qui contribua à les souder. La petite troupe d’apprentis dramaturges se retrouva d’ailleurs peu après à l’occasion d’une étonnante cérémonie elle aussi d’inspiration théâtrale, qui nous est restée grâce aux récits de Ronsard et Baïf sous le nom de Pompe du bouc.
Outre les professeurs, les poètes de la Pléiade partageaient aussi certains protecteurs influents, tels le cardinal Jean du Bellay, Jean Dorat ou Lazare de Baïf.
À partir du milieu des années 1550, tous ces poètes, qui se connaissent bien et s’estiment malgré leurs querelles passagères (notamment avec Ronsard, fervent anti-protestant) demeureront en contact quasi permanent au moins jusque dans les années 1570 (décennie pendant laquelle Jodelle, Grévin puis Belleau suivront du Bellay dans le tombeau), avec comme « centre de gravité » le riche et talentueux Jean-Antoine de Baïf, Ronsard étant plus solitaire, seul et surtout lunatique.

#### Base de données et dictionnaires
- Notices dans des dictionnaires ou encyclopédies généralistes :   - Britannica
  - Gran Enciclopèdia Catalana
  - Internetowa encyklopedia PWN
  - Store norske leksikon
  - Treccani
  - Universalis
- Notices d'autorité :   - LCCN
  - GND
  - Israël